# 후안 호세 린츠
후안 호세 린츠(스페인어: Juan José Linz, 1926년 12월 24일 ~ 2013년 10월 1일)는 독일 출생 스페인의 사회학자, 정치학자이다. 비교정치학을 주로 연구하였으며 권위주의 정권과 민주화 과정을 다루었다. 1961년부터 예일 대학교의 스털링 사회학 및 정치학 명예교수를 지냈으며, 후안 마치 연구소 학술위원회 명예위원을 지냈다.